# Bob na Zimskih olimpijskih igrah 1924
Bob na Zimskih olimpijskih igrah 1924.

## Rezultati
| Poz | Ekipa | Tekmovalci | 1. tek  | 2. tek  | 3. tek  | 4. tek  | Skupaj |
| --- | --- | ---------- | ------- | ------- | ------- | ------- | ------ |
| 1   | Švica I \|align=left\| Eduard Scherrer, Alfred Neveu, Alfred Schläppi, Heinrich Schläppi                                        | 1:27,39    | 1:26,60 | 1:25,02 | 1:26,53 | 5:45,54 |        |
| 2   | Združeno kraljestvo II \|align=left\| Ralph Broome, Thomas Arnold, Alexander Richardson, Rodney Soher                           | 1:28,73    | 1:28,67 | 1:25,76 | 1:25,67 | 5:48,83 |        |
| 3   | Belgija I \|align=left\| Charles Mulder, René Mortiaux, Paul Van den Broeck, Victor Verschueren, Henri Willems                  | 1:29,89    | 1:34,22 | 1:29,98 | 1:28,20 | 6:02,29 |        |
| 4   | Francija II \|align=left\| André Berg, Henri Aldebert, Georges André, Jean de Suarez d'Aulan                                    | 1:39,35    | 1:34,99 | 1:36,68 | 1:31,93 | 6:22,95 |        |
| 5   | Združeno kraljestvo I \|align=left\| William Horton, Archibald Crabbe, Gerard Fairlie, George Pim                               | 1:42,33    | 1:41,28 | 1:38,58 | 1:38,52 | 6:40,71 |        |
| 6   | Italija I \|align=left\| Lodovico Obexer, Massimo Fink, Paolo Herbert, Giuseppe Steiner, Aloise Trenker                         | 1:53,00    | 1:49,69 | 1:48,73 | 1:43,99 | 7:15,41 |        |
| –   | Francija I \|align=left\| Étienne Legrand, Gabriel Izard, Jacques Jany, François Legrand                                        | 4:29,01    | –       | 2:00,79 | 1:56,58 | –       |        |
| –   | Italija II \|align=left\| Luigi Tornielli di Borgolavezzaro, Adolfo Bocchi, Leonardo Bonzi, Alfredo Spasciani, Alberto Visconti | 4:08,44    | –       | –       | –       | –       |        |
| –   | Švica II \|align=left\| Charles Stoffel, Alois Faigle, Anton Guldener, Edmond Laroche                                           | 5:38,00    | –       | –       | –       | –       |        |